# 성인용 기저귀

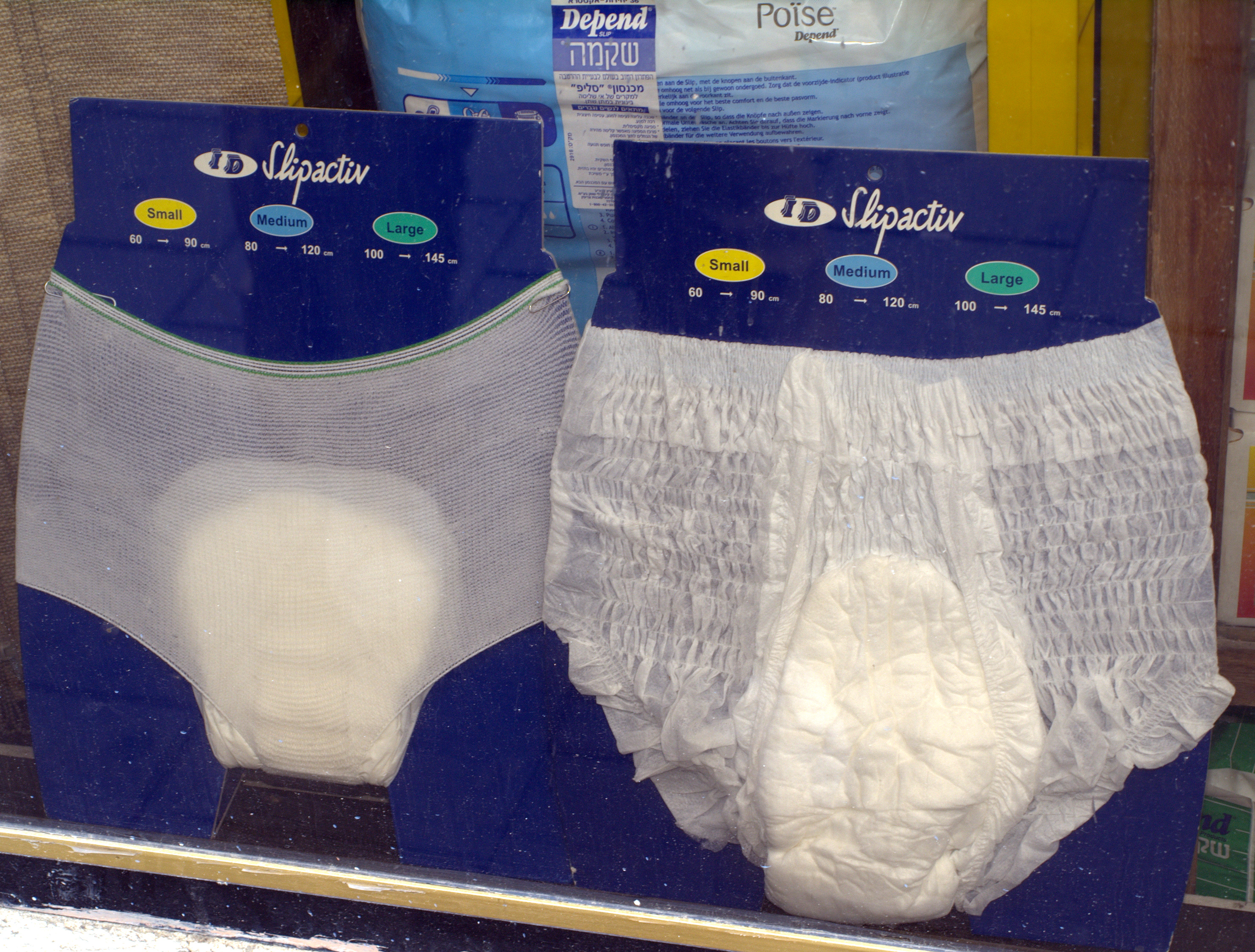

성인용 기저귀(成人用 - , 영어: adult diaper, adult nappy)는 성인을 위한 기저귀이다. 주로 요실금이나 변실금에 시달리는 노인들, 또는 갑작스러운 사고로 몸을 다친 성인들이 많이 착용한다. 또한 몸을 다친 경우가 아니더라도 화장실을 가는 것이 거의 불가능할 정도로 특수한 상황에서 착용하는 경우도 있다. 특히 일본과 대한민국은 노인들의 성인용 기저귀 수요가 높다.

## 종류
- 언더웨어형: 유아들의 팬티형 기저귀와 비슷한 형태로써, 거동할 수 있는 상태일 때 쓴다. 중형 (35~50kg), 대형 (40~75kg), 특대형 (75kg 이상)으로 나누어 판다.

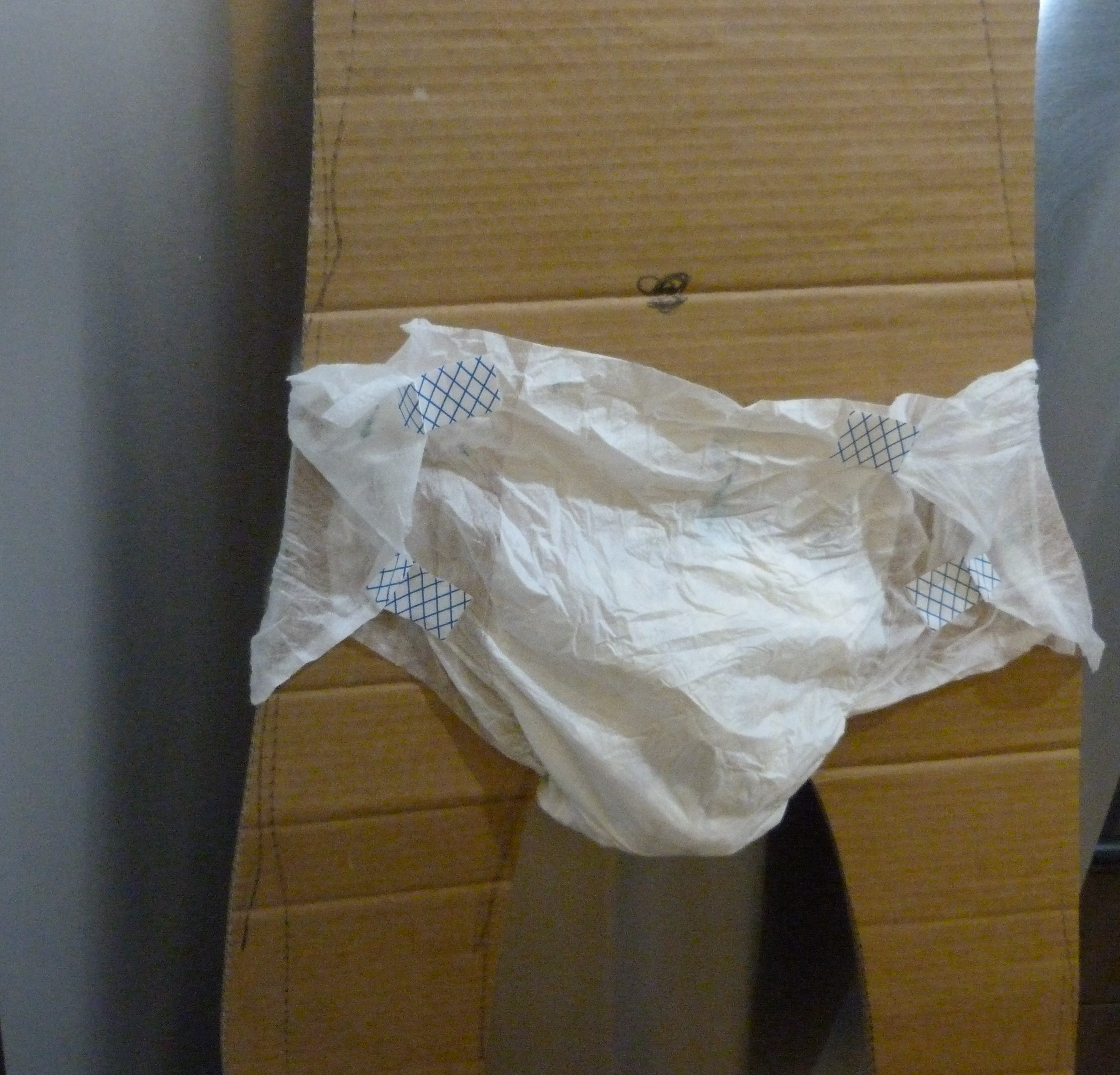

- 접착식 팬티형: 유아들의 접착식 팬티형 기저귀와 비슷한 형태로써, 거동이 불편한 상태일 때 쓴다. 역시 중형, 대형, 특대형으로 나누어 판다.
  - 매직벨트형 : 벨크로 타입으로 다시 붙일 수 있다.
  - 일반테이프형 : 일반 테이프 타입으로 한번 떼면 접착력이 없어져서 다시 붙일 수 없다.

- 패드형: 보통 언더웨어나 접착식 팬티와 혼합하여 사용한다.
  - 남성용 : 소변용으로 보통 짧은 형태, 컵형태, 돌돌 말은 형태 등.
  - 여성용 : 긴형태. 다양한 용량
  - 남녀 혼용 : 주간용 / 야간용에 따른 흡수력 차이, 일반형/와이드형에 따른 크기차이

## 브랜드

### 해외브랜드
- 테나
- 디펜드(유한킴벌리)
- 몰리케어
- 아베나

### 한국브랜드
- 수려니
- 로즈
- 카네이션
- 쉴드
- 크리센
- 화이트
- 케어미

- 참사랑
- 봄날

## 기저귀 사용의 예
- 일본은 성인 여성 사이에 성인용 기저귀가 인기 있다.[1][2]
- 북한에서는 영양 실조에 걸린 군인들이 성인용 기저귀를 착용한다.

## 같이 보기
- 기저귀 페티시즘